# Arganzuela-Planetario
Arganzuela-Planetario – stacja metra w Madrycie, na linii 6. Znajduje się w dzielnicy Arganzuela, w Madrycie i zlokalizowana jest pomiędzy stacjami Méndez Álvaro i Legazpi. Została otwarta 26 stycznia 2007.